# Josep Pascual i Sagàs
Josep Pascual i Sagàs (L'Escala, 8 de desembre de 1916 - Girona, 1 de gener de 1978) fou un futbolista català de la dècada de 1940.

## Trajectòria
Va jugar als equips inferiors del FC Barcelona i durant la guerra civil va defensar els colors del RCD Espanyol, incloent un període en el qual fou cridat a files. Després de la guerra fou jugador del CD Tortosa, i de diversos clubs modestos de les comarques gironines., com el CD Banyoles, FC Palafrugell, CD La Bisbal, AD Guíxols o FC L'Escala.